# Eric Rochat
Eric Rochat (Paris, 18 de outubro de 1936 – Rio de Janeiro, 5 de agosto de 2003) foi um produtor, diretor e roteirista de cinema francês. Ele é mais conhecido por seu sucesso como produtor de filmes eróticos.

## Biografia
Começou sua carreira cinematográfica como produtor com François Reichenbach retratando músicos como Arthur Rubinstein em 1969 e Yehudi Menuhin em 1971.
Em 1972 Eric Rochat associou-se com Claude Giroux para produzir seu primeiro longa-metragem, Le Tueur estrelando Jean Gabin como o comissário de polícia 'Le Guen'. O elenco também contou com Gérard Depardieu em seu primeiro papel no cinema. Em 1973, produziram L'affaire Dominici estrelando Jean Gabin como Gaston Dominici.
Em 1975, depois de comprar os direitos do livro História de O, de Pauline Réage, de seu sócio Claude Giroux, Rochat produziu o clássico do erotismo francês História de O dirigido por Just Jaeckin e estrelando Corinne Clery.
Em 1976, Eric produziu Sex O’Clock USA, um documentário de estilo realista de longa-metragem dirigido por François Reichenbach. O filme revela a sexualidade oculta de uma sociedade americana predominantemente puritana.
Depois em 1980, Eric Rochat produziu Tusk, dirigido pelo diretor de estilo surrealista Alejandro Jodorowsky, baseado no conto Poo Lorn of the Elephants, de Reginald Campbell.
Em 1981, a vida do ícone da moda de todos os tempos, Coco Chanel, é levada às telas em Chanel Solitaire, produzido por George Kaczender, estrelando Marie-France Pisier, Lambert Wilson e Timothy Dalton.
Em 1984,  Eric Rochat escreve, produz e dirige a sequência de História de O, História de O - Número 2 estrelando Sandra Wey.
Em 1987, Rochat escreve e dirige no Japão o longa-metragem “Too Much” produzido por Menahem Golan e Yoram Globus. É um filme futurista para o público infantil, usando a tecnologia japonesa para conta a história da amizade de uma garotinha com um robô.
Em 1990, Rochat produz e dirige O Quinto Macaco.  O longa filmado no Brasil e estrelado pelo notório ator inglês Ben Kingsley, é uma adaptação do livro homônimo de Jacques Zibi, que co-roteirizou o filme juntamente com Eric Rochat.
Em 1992, o erotismo retorna em “História de O – A Série” com 10 episódios de uma hora, escrita, produzida e dirigida por Eric Rochat. Além da vasta distribuição televisiva, a caixa com os 10 DVDs de “História de O – A Série” tem um incrível sucesso comercial.
Em 2002 Eric Rochat produz, co-roteiriza e co-dirige o filme “Living O” com sua esposa Chrystianne Rochat. O longa-metragem para a TV “Living O” conta a história de um produtor de cinema que deseja personificar Sir Stephen para viver as experiências de História de O. O filme foi rodado no Rio de Janeiro.

## Filmografia

### Como produtor
- 1972 : The Killer
- 1973 : The Dominici Affair
- 1975 : A História de O
- 1976 : Sex O'Clock USA
- 1980 : Tusk
- 1983 : Chanel solitaire
- 1984 : Story of O - Chapter 2
- 1987: Too Much
- 1990: O Quinto Macaco
- 2002 : Living O

### Como diretor
- 1984 : Story of O - Chapter 2
- 1987 : Too Much
- 1990: O Quinto Macaco
- 1992 : Story of O - The Séries
- 2002 : Living O

### Como roteirista
- 1984 : Story of O - Chapter 2
- 1987 : Too Much
- 1990: O Quinto Macaco
- 1992 : Story of O - The Séries
- 2002 : Living O

- "American Film Institute"[1] -> "Catalog of Feature Films"[2]
- "British Film Institute"[3] -> "Film Forever"[4]
- "The Wayne State University Libraries"[5] -> "WSU Library Catalog"[6]
- "Park Circus"[7] -> "Park Circus Collections"[8]
- "IMDb most rated title"[9]
- Histoire d'O,[10] with Guido Crepax
- Histoire d'O N°2,[11] with Guido Crepax
- "Characteization of Thin Film Mechanical Properties"[12]